# Eupithecia hoenehermanni
Eupithecia hoenehermanni es una especie de polilla de la familia Geometridae. La especie fue descrita por primera vez por Mironov y Galsworthy, habiendo sido descrita en 2011, con distribución en China. Es una polilla de color marrón pálido a ocre, con una envergadura es de unos 21 milímetros (0,8 plg).